# Cantharis obscura
Espèce
Cantharis obscura (le téléphore obscur ou la cantharide obscure) est une espèce d'insectes coléoptères de la famille des Cantharidae que l'on rencontre en Europe, jusqu'en Sibérie occidentale et au cercle polaire.

## Description
Le téléphore adulte a une longueur de 9 à 15 mm.
Les élytres et la tête sont noirs, de même que le pronotum, ce dernier étant teinté de roux sur les bords.

## Biologie
Les adultes se nourrissent de bourgeons et jeunes feuilles de chênes, ainsi que de jeunes pousses et fleurs de diverses espèces d'arbres fruitiers de la famille des Rosaceae et de la vigne.